# Смирнов, Илья Сергеевич
Илья́ Серге́евич Смирно́в (род. 4 апреля 1948) — советский и российский синолог. Автор более 100 публикаций. Кандидат филологических наук. Директор Института классического Востока и античности НИУ ВШЭ (2017—2023). С 2023 г. — научный руководитель Института классического Востока и античности НИУ ВШЭ.

## Биография
Окончил Институт восточных языков при МГУ по специальности «китайский язык и литература» (1971) и аспирантуру Института мировой литературы им. Горького АН СССР (1975). Кандидат филологических наук (1978, диссертация «Жизнь и творчество Гао Ци (1336—1374)»), член Союза писателей СССР (с 1985).
В 1976—1992 гг. — старший научный редактор Главной редакции восточной литературы издательства «Наука».
В 1989—1990 гг. находился на исследовательской и преподавательской работе в Пекинском университете (КНР).
В 1992—1994 гг. — старший научный сотрудник, заведующий сектором сравнительной культурологии Института востоковедения РАН.
В 1994—2020 гг. — директор Института восточных культур и античности Российского государственного гуманитарного университета. С 2005 г. — профессор кафедры истории и филологии Дальнего Востока ИВКА РГГУ.
С 2010 г. по совместительству — ведущий научный сотрудник Института востоковедения РАН.
С июля 2017 по июнь 2023 г. — директор Института классического Востока и античности (ИКВИА) НИУ «Высшая школа экономики».
С июня 2023 г. — научный руководитель ИКВИА.
с 2018 г. — член редакционной коллегии журнала Вестник древней истории.

## Научные награды
- Почетный диплом Правительства КНР и Союза писателей КНР «За достижения в исследовании и переводе китайской литературы» — 2007 г.
- Почетная грамота Министерства образования и науки Российской Федерации — 2008 г.
- Премия РГГУ им. А. Л. Шанявского «За выдающийся вклад в развитие фундаментальных гуманитарных исследований» — 2015 г.

### Монографии
- Прозрачная тень. Поэзия эпохи Мин. XIV—XVII вв. — СПб. Центр «Петербургское востоковедение», 2000, — 256 с.
  - Рецензия: H.Walravens (Berlin) In: Orientalische Literaturzeitung 95(2000)6. S. 692—693.
- Небесный мост. Поэзия Гао Ци (1336—1374). — СПб. Центр «Петербургское востоковедение». 2000, — 240 с.
  - Рецензия: Михаил Синельников. В толпе иероглифов. // «Книжное обозрение». 2000, № 42; 3.
- Яшмовые ступени. Поэзия эпохи Мин. — М.: Восточная литература. 1989. — 352 с.
  - Рецензия: В. И. Чередниченко. Вверх по Яшмовым ступеням или Три века Минской поэзии в переводах Ильи Смирнова. // Журнал «Восток / Oriens». 2001, № 6.
- Шедевры китайской поэзии X—XVII веков / Составление, вступительная статья, переводы и комментарии Ильи Смирнова. — М.: Эксмо, 2010 — (Всемирная библиотека поэзии).
- Китайская поэзия: в исследованиях, заметках, переводах, толкованиях / Отв. редактор Б. Л. Рифтин. — М.: РГГУ, 2014. — 640 с. — (Orientalia et Classica: Труды Института восточных культур и античности; вып. 55).

### Статьи и переводы
(некоторые тексты доступны на сайте ИВКА РГГУ и на сайте ИКВИА ВШЭ)
- Религиозный мир Китая — 2013: Исследования. Материалы. Переводы / Под общ. ред.: И. С. Смирнов. Вып. ХLVIII: Orientalia et Classica. М. : РГГУ, 2013.
- Смирнов И. С. Мой Китай. В воспоминаниях, дневниках, заметках // Дружба народов. 2012. № 7. С. 194—212; 2012. № 8. С. 206—221.
- Smirnov I. Rosja i Europa: sinologiczne więzi we fragmentach i epizodach. Russia and Europe: Sinological ties in excerpts and episodes, in: Humanistyca krajowa w kontekście światowym: doświadczenie Polski i Rosji / Ed. by J. Axer, I. M. Savelieva. Warsz.: DiG, 2011. P. 193—205.
- NB (Вступительное слово) // Классика… И не только: Нине Владимировне Брагинской. (Orientalia et Classica: Труды Института восточных культур и античности; вып. 33.) М.: РГГУ, 2010. С. 11-13.
- Предисловие редактора // Китай и окрестности: мифология, фольклор, литература: К 75-летию академика Б. Л. Рифтина. (Orientalia et Classica: Труды Института восточных культур и античности; вып. 25.). М.: РГГУ, 2010. С. 11-12.
- О нескольких поэтических антологиях эпохи Мин и их составителе // Китай и окрестности: мифология, фольклор, литература: К 75-летию академика Б. Л. Рифтина. (Orientalia et Classica: Труды Института восточных культур и античности; вып. 25.). М.: РГГУ, 2010. С. 479—495.
- «…доля нелегкая, но и счастливая тоже» [Предисловие] // Баньковская, М. В., Василий Михайлович Алексеев и Китай: Книга об отце. М.: Вост. лит., 2010. С. 3-10.
- Россия и Европа: синологические связи во фрагментах и эпизодах // Национальная гуманитарная наука в мировом контексте. Опыт России и Польши. М., Издательский дом ГУ ВШЭ. 2010. С.194-206.
- Узор мироздания (О китайской каллиграфии). // «Вокруг света». 2010, № 3. С. 54-64.
- Китайская поэзия в переводе, или размолвка ученого с поэтом // «Вопросы литературы», март-апрель 2009, С. 27-68.
- Гао Ци. // Духовная культура Китая. Энциклопедия в пяти томах. [Т. 3:]Литература. Язык и письменность. — М.: Издательская фирма «Восточная литература» РАН, 2008. С. 269—270.
- Шэнь Дэ-цянь.// Духовная культура Китая. Энциклопедия в пяти томах. [Т. 3:]Литература. Язык и письменность. . — М.: Издательская фирма «Восточная литература» РАН, 2008. С. 597—598.
- В. М. Алексеев и «Поэма о поэте» Сыкун Ту. — В кн. В. М. Алексеев. Китайская поэма о поэте. Стансы Сыкун Ту. Изд 2-е, исправленное и дополненное. М. 2008. С.3-12.
- Китайские антологии и русская синологическая школа. — Материалы Второго всемирного конгресса синологов. Пекин. 2007 (на англ. и кит. яз.)
- Об одном стихотворении Ли Бо. — «Иностранная литература». 2007, № 2.
- Происхождение китайской лирики. // Происхождение лирики. М., 2007.
- Китайская поэзия: понимание и перевод. — В кн. Стих, язык, поэзия. Памяти Михаила Леоновича Гаспарова. М., 2006. С. 571—583.
- Вступление. Ван Мэн. Микрорассказы. — «Иностранная литература». 2006. № 4. С. 70-71.
- О «китайских церемониях», культе предков и старости в Китае // «Отечественные записки». № 3(24). 2005. С. 287—300.
- «…Имеет отношение к воспитанию души». Над страницами «Трудов по китайской литературе» акад. В. М. Алексеева. — Аспекты компаративистики. 1. Orientalia et Classica. Труды Института восточных культур и античности РГГУ. VI. М., 2005. С. 479—500.
- Вступление и публикация. Б. А. Васильев. Переводы и переложения. // Восток-Запад: Историко-литературный альманах. 2003—2004. М., 2005. С. 85-108.
- Письма С. Г. Елисеева к В. М. Алексееву 1933—1936.Вступление и публикация. // Восток-Запад: Историко-литературный альманах. 2003—2004. М., 2005. С.28-78.
- Закат поэзии, или поэзия заката. — В кн. Китайская классическая поэзия. Составление и комментарии И.Смирнова. М., 2005. С. 5- 22.
- Русское инфинитивное письмо и классическая китайская поэзия. // Лотмановский сборник. 3. М., 2004. С. 674—696. (Совм. с А.Жолковским)
- В. М. Алексеев — переводчик китайской поэзии. // Постоянство пути. СПб., 2003. С. 5-23. (Рец. Д.Дерепа. «Иностранная литература». 2006 № 5. С. 246—253.
- Шэнь Дэ-цянь и антологическая традиция в Китае. // Труды по культурной антропологии. М., 2002. С. 323—346.
- Средневековые литературы Востока. // Восточная литература. М., Аванта плюс, 2000. С. 326—401.
- О китайских средневековых антологиях и о предисловиях к ним. // «Вестник РГГУ. Вып. IV». 2000. С. 236—282.
- «Бамбук шелестит под осенним ветром…». Из старинной китайской поэзии. Перевод и вступление. // «Иностранная литература». № 6, 1999.
- От составителя. — В кн. Сухой тростник. Поэзия эпохи Тан. VII—X вв. СПб., 1999.
- И. С. Смирнов. — В кн. Строфы века 2. Антология мировой поэзии в русских переводах XX века. М., 1999.
- Китайская литература. — В кн.: Зарубежная литература древних эпох, Средневековья и Возрождения. М., 1997.
- Причуды памяти. // Арк. Штейнберг. К верховьям. М., 1997.
- Красная Азалия. Жизнь и любовь в Китае. // «Иностранная литература», 1996, № 6.
- Академик В. М. Алексеев (1881—1951) — переводчик. // «Рубеж». Тихоокеанский альманах. Вып. 2., 1996.
- Die antike Biographie und die fernoestliche Tradition der Lebensbeschreibungen. — Hellenismus. Tuebingen, 1996. S. 236—301.
- Стафф, Туссен и… Гумилев (К истории литературных связей Китая и Европы). — Восток-Запад. Исследования. Переводы. Публикации. Вып. 4. М., 1989.
- Мир удивительный, мир волшебный (Основные направления китайской повествовательной прозы. I—XVII вв.). // Путь к Заоблачным вратам. М., 1989.
- Светлый источник. О классической поэзии Дальнего Востока. // Светлый источник. М., 1989.
- «Все видеть, все понять…» Восток и Запад в поэзии Максимилиана Волошина. // Восток-Запад. Исследования. Переводы. Публикации. Вып. 2. М., 1988.
- Чжан Сян-лян. Мимоза. // «Иностранная литература», 1987, № 8.
- Из поэзии династии Мин. Вступление и перевод. // «Простор», 1987, № 7;
- Поэт Гао Ци (1336—1374). Вступление и перевод. // «Иностранная литература», 1986, № 10.
- Заклятье даоса. Китайские повести XVII в. М., 1982; 2-е изд., 1985.
- Возвращенная драгоценность. Китайские повести XVII в. М., 1982; 2-е изд., 1985.

### Прочее
- Institution Conditori: Илье Сергеевичу Смирнову / Ред.-сост. Н. Гринцер, М. Русаяов, Л. Коган, Г. Старостин, Н. Чалисова. — М.: РГГУ, 2013. — 376 с. — (Orientalia et Classica: Труды Института восточных культур и античности; Вып. 50). 500 экз., ISBN 978-5-7281-1466-6

## Интервью
- «Китайцы ценят в литературе 'пресность'…». Интервью «Русскому журналу» (2001)
- Для тех, кого притягивает Восток. Интервью порталу Полит.ру (2010). Часть 1.
- Как воссоздать востоковедение в России. Интервью порталу Полит.ру (2010). Часть 2.
- Восточные культуры как другие. «Наука 2.0» на Полит.ру.
- «Я там видел то, что не показывают иностранцам» Интервью изданию Фалуньгун «Великая эпоха (The Epoch Times)»
- Илья Сергеевич Смирнов в программе «Школа злословия».
- Как был устроен традиционный Китай. Интервью телеканалу «Вести 24»
- «В самой попытке перевода старой китайской поэзии заложена ловушка». Интервью литературному сетевому изданию «Горький».
- Я смотрю на китайские стихи со стороны, а поэзия видит себя изнутри (интервью порталу «Православие и мир»)

## Публичные лекции
- Классическая китайская поэзия в традиционной культуре Китая (публичная лекция в рамках проекта «Публичные лекции „Полит.ру“») Текст лекции.
- Китайская культура в зеркале поэзии. Публичная лекция на arzamas.academy